# Donatella Fioretti
Donatella Fioretti, née en 1962 à Savone, est une architecte, professeure, et théoricienne de l'architecture (à l'Académie des Arts de Lugano en Suisse, à Düsseldorf). Elle est titulaire d'une chaire de Design architectural et de Construction à l'université technique de Berlin en Allemagne

## Biographie
Après avoir obtenu son diplôme en 1990 à l'Université IUAV de Venise, elle entre au service de Peter Zumthor, puis de Hilde Léon (de).
En 1995, elle co-fonde, à Berlin, le studio Bruno Fioretti Marquez avec José Gutierrez Marquez et Piero Bruno,. Le travail effectué dans ce studio porte principalement sur les bâtiments culturels, en particulier les sites du patrimoine mondial de l'UNESCO, ainsi que sur les bâtiments résidentiels et éducatifs, notamment une bibliothèque à Ebracher Hof (de) dans le centre-ville de Schweinfurt, la Maison Gropius à Dessau, conçue dans l'esprit du Bauhaus, et une école maternelle à Lugano-Cassarate. 
En 2011, Donatella Fioretti est nommée professeure de construction et de conception de bâtiments  à l'Université technique de Berlin (à l'Institut d'architecture de l'université). Elle y est titulaire de la chaire de design architectural et de construction. Depuis 2017, elle est professeure d'architecture à la Düsseldorf Art Academy.
Elle construit avec ses étudiants le container du projet Kitchen on the run, qui est transporté sur une route habituellement empruntée par les réfugiés de Bari à Gothenburg.

### Prix et récompenses
Plusieurs des réalisations de son cabinet ont été primées : 
- Prix  des musées allemands d'architecture (DAM Preises für Architektur in Deutschland 2015) pour la reconstruction de la maison des maîtres (de) du Bahaus Dessau[13],[14] ;
- Prix Hugo-Häring (de)  pour la garderie du Karlsruhe Institute of Technology en 2015[14] ;
- Prix BD de Berlin (de) pour une construction résidentielle sur la colonie Schillerpark en 2018[14],[15] ;
- Prix allemand d'architecture (de) pour la reconstruction, l'extension et la rénovation du château de Wittenberg en 2019[16].

## Publications
- (es) Donatella Fioretti, Fioretti, Donatella, Editorial Ledoria, 2011 (ISBN 978-84-95690-80-7).
- (de) Donatella Fioretti, Spielen, Berlin Univ.-Verl. der TU 2013.
- (de) Florian Dreher, Werner Sewing, Donatella Fioretti et alii, Authentizität, Tübingen Wasmuth, E 2013.
- (de) Donatella Fioretti, Dorf macht Oper, Berlin Universitätsverlag der TU Berlin 2015.
- (en) Donatella Fioretti, Marc Benjamin Drewes, Bayetna, Berlin Universitätsverlag der TU Berlin 2017.
- Donatella Fioretti, Kitchen on the run de (Donatella Fioretti, Marc Benjamin Drewes, Simon Mahringer, Christoph Rokitta) Berlin: Universitätsverlag der TU, 2016.  (ISBN 978-3-7983-2852-5).
- (en) Matthias Ballestrem, Ignacio Borrego, Donatella Fioretti, Ralf Pasel, Jürgen Weldinger, CA2RE Berlin Proceedings: Conference for Artistic and Architectural (Doctoral) Research : Proceedings der Tagung "CA2RE Berlin" (vom 13. bis 16. September 2018 an der Fakultät VI, Institut für Architektur, Technische Universität Berlin), Berlin Universitätsverlag der TU Berlin 2019.
- (en) Matthias Ballestrem, Ignacio Borrego, Donatella Fioretti, Ralf Pasel, Jürgen Weldinger, CA²RE Berlin Proceedings: Conference for Artistic and Architectural (Doctoral) Research, Berlin Universitätsverlag der TU Berlin 2019
- Donatella Fioretti, Astrid Staufer, Francesca Torzo, Schwarze Räume / Black Spaces, Ein architektonisches Phänomen / An architectural phenomenon. Detail Business Information GmbH, 2020[17]  (ISBN 978-3-95553-512-4)

## Revues
- Dietrich Fink, Architects on architects, 2019, 2020 [18],[19]

## Autres
- Donatella Fioretti: Präzision und Unschärfe – Das neue Meisterhaus-Ensemble Dessau von BMF Architekten. Haus der Kulturen der Welt  Berlin, in Philip Jodidio: Ebracher Hof Library (repris dans Philip Jodidio, édition multilingue Cologne, 2015, 730 pages pp. 130-135  (ISBN 978-3-8365-1732-4))